# سفيند روبنسون
سفيند روبنسون (ولد في 4 مارس عام 1952)، سياسيّ كنديّ، كان عضوا في البرلمان من عام 1979 وحتى عام 2004، إذ مثّل الدوائر الانتخابية لضواحي منطقة فانكوفر في برنابي للحزب الديمقراطي الجديد (إن دي بي). عُرف كأول عضو برلماني -في التاريخ الكندي- يعلن عن نفسه كمثليّ الجنس أثناء توليه منصبه. اعترف بسرقة خاتم باهظ الثمن في عام 2004، وقرر عدم الترشح في انتخابات يونيو 2004. كان أحد الأعضاء الأطول خدمة في مجلس العموم، بعد أن انتُخب وأُعيد انتخابه لمدة سبع فترات متتالية.
كان روبنسون مرشح الحزب الديمقراطي الجديد لدائرة برنابي نورث سيمور الانتخابية في الانتخابات الفيدرالية الكندية لعام 2019، لكنه خسر أمام تيري بيتش الليبرالي الحالي بفارق 1,560 صوتًا.

## النشأة
ولد روبنسون في مينيابوليس في مينيسوتا في الولايات المتحدة، من أصل دنماركي، ووالداه واين روبنسون وإديث جينسن. عارض والده حرب الفيتنام وجلب عائلته للعيش في كندا. ارتاد روبنسون المدرسة الثانوية في ثانوية برنابي نورث. حصل فيما بعد على شهادة في القانون من جامعة كولومبيا البريطانية، وأكمل دراساته العليا في القانون الدولي في كلية لندن للاقتصاد.
استُدعي إلى نقابة المحامين في كولومبيا البريطانية كمحامي مرافعة وكاتب عدل عام 1978، ومارس المحاماة مع روبرت غاردنر وشركائه حتى انتخابه لمجلس العموم في مايو 1979.
كان روبنسون متزوجًا من صديقته في المدرسة الثانوية باتريشيا فريزر، من عام 1972 إلى عام 1975، قبل أن يعلن عن مثليته. 

## الإقرار بالسرقة ونهاية مهنته السياسية
اعترف روبنسون في أبريل عام 2004 بسرقة خاتم باهظ الثمن من موقع المزاد العلني، وذلك قبل انتخابات 2004 بقليل. سلم نفسه إلى شرطة الخيالة الكندية الملكية، وأعاد الخاتم حالا بعد زيارة الشرطة لمنزله ومكتبه من أجل التحدث إليه. اتُّهم روبنسون واعترف بذنبه، على الرغم من أن شركة المزاد العلني صرحت بأنها لا ترغب في متابعة التهم.
وافق الملك والدفاع على أنه كان يعاني من ضغوط شخصية كبيرة، ومشاكل نفسية في ذلك الوقت، إذ فُصل روبنسون، ما يعني أنه لن يكون لديه سجل إجرامي، لكنه تطوع لبعض الوقت في مركز برنابي للحياة البرية كجزء من التزام الخدمة العامة. أنهى ترشيحه واستُبدل بمساعده القديم في الدوائر الانتخابية بيل سيكساي، الذي فاز في الانتخابات.
شُخّص روبنسون في وقت لاحق بداء دوروية المزاج، وهو شكل من أشكال الاضطراب ثنائي القطب، وبدأ يتكلم كناشط في قضايا الصحة النفسية.
حاول روبنسون العودة وخاض الانتخابات كمرشح للحزب الديمقراطي الجديد في الانتخابات الفيدرالية عام 2006، متحديًا النائبة الليبرالية هيدي فراي في الدائرة الانتخابية لمركز فانكوفر. فازت فراي بسهولة بإعادة انتخابها في دائرتها الانتخابية، إذ انخفض التصويت للحزب الديمقراطي الجديد بنسبة 3.6%، على الرغم من النتائج المحسنة للحزب الديمقراطي الجديد على مستوى المقاطعة.
رُشّح روبنسون عن الحزب الديمقراطي الجديد في برنابي نورث سيمور في الانتخابات العامة الكندية لعام 2019، وواجه الليبرالي الحالي تيري بيتش، وخسر بأغلبية 1560 صوتًا لصالح الليبرالي الحالي تيري بيتش.

## العودة إلى السياسة
أعلن روبنسون في 15 يناير 2019 أنه سيعود إلى السياسة، وسيخوض الانتخابات كمرشح الحزب الديمقراطي الجديد لدائرة برنابي نورث سيمور الانتخابية في الانتخابات الفيدرالية لعام 2019. فاز بالمركز الثاني في سباق متقارب. 

## السيرة الذاتية
نُشر كتاب سفيند روبنسون: حياة في السياسة لكاتبه غرام ترويلوف في 17 أكتوبر عام 2013، بواسطة كتب نيو ستار. يجادل ترويلوف في الكتاب بأن روبنسون كان العضو الأكثر نفوذًا في البرلمان الكندي في تاريخ كندا ولم يخدم قط في مجلس الوزراء الكندي. 